# Schröterbacher Teich

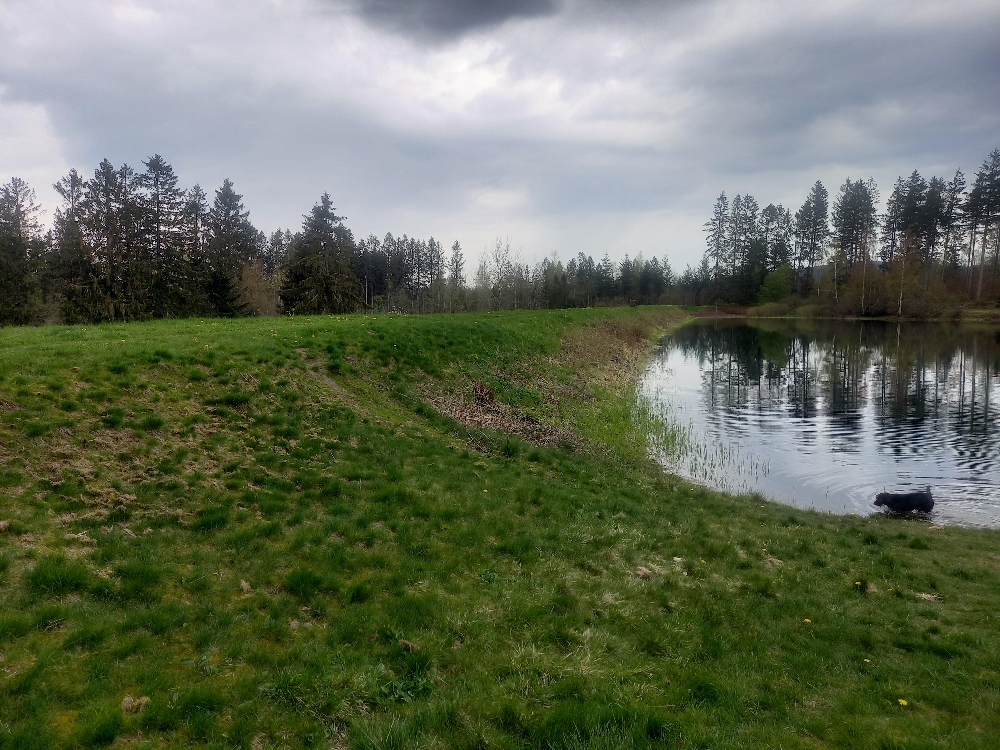
Damm des Schröterbacher Teiches. Ansicht von Süden

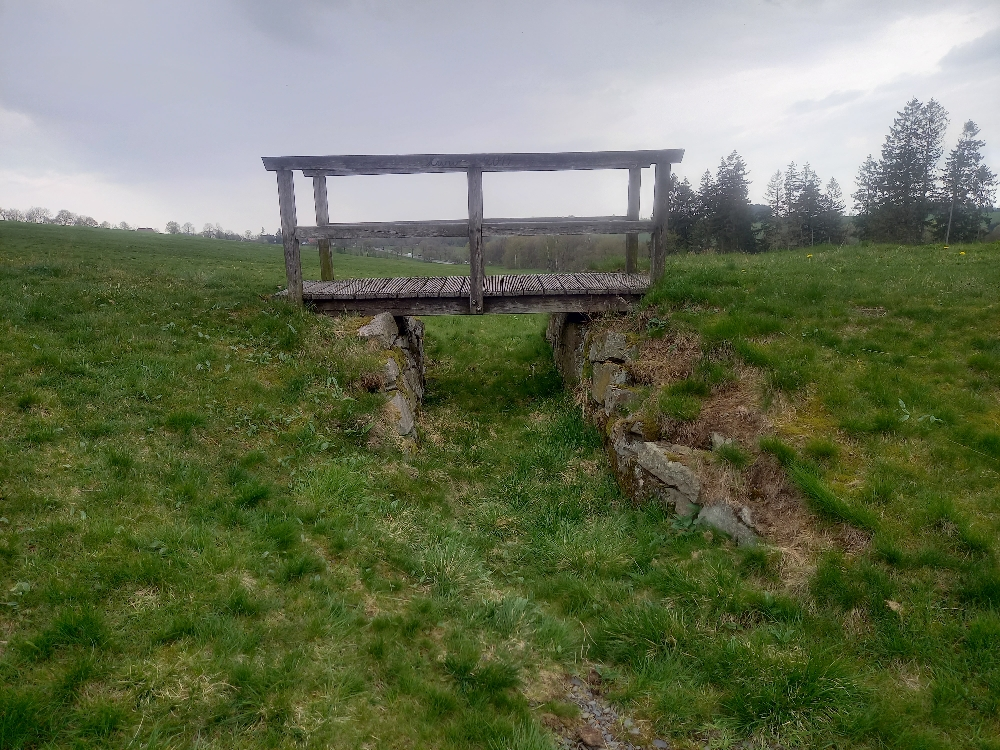
Hochwasserentlastungsanlage des Schröterbacher Teiches

Der Schröterbacher Teich, von Einheimischen mitunter auch Teufelsteich genannt, ist eine historische Stauanlage bei Clausthal-Zellerfeld. Er wurde im Zusammenhang mit dem Oberharzer Wasserregal von Oberharzer Bergleuten im 17. Jahrhundert angelegt. Wie alle Bauwerke des Oberharzer Wasserregals ist auch der Schröterbacher Teich seit dem Jahr 2010 Bestandteil des UNESCO-Weltkulturerbes Bergwerk Rammelsberg, Altstadt von Goslar und Oberharzer Wasserwirtschaft.

## Lage
Der Teich liegt etwa einen Kilometer nordöstlich des Clausthal-Zellerfelder Stadtteils Zellerfeld. Im Nordwesten schließt sich die kleine Siedlung Erbprinzentanne an. Der Teich gibt sein Wasser in der Regel direkt in den Zellerfelder Kunstgraben. Unterhalb im natürlichen Einzugsgebiet befindet sich der Stadtweger Teich, dann der Obere- und der Untere Spiegeltaler Teich. Etwa 15 Kilometer Fließstrecke weiter befindet sich die Innerstetalsperre.

## Beschreibung
Der Staudamm wurde als Erdbauwerk, das heißt mit einer Erd- und Felsschüttung, erstellt. Dieses Dammschüttmaterial wurde örtlich gewonnen und ist von überwiegend steiniger Substanz.
Es handelt sich hier um einen Teich der „Alten Bauart“. Demnach befindet sich seine Rasensodendichtung an der wasserseitigen Böschung und der Grundablass wurde bis in die 1970er Jahre hinein von einem im Wasser vor dem Damm stehenden Striegelgerüst aus bedient.

## Bauwerkshistorie
Das Bauwerk datiert auf das Jahr 1652.
In den 1990er Jahren wurde die Dammkrone relativ aufwendig einschließlich der Dichtung erhöht, die Hochwasserentlastungsanlage saniert und mit einem Steg versehen. Darüber hinaus wurden zur Fassung und Messung des Sickerwassers Dränrohre am luftseitigen Dammfuß verlegt. Der Teich hat noch ein originales Holzgerenne als Grundablass; die Bedienung erfolgt über eine Hydraulik.

## Einzugsgebiet, Wasserwirtschaft
Das sehr kleine natürliche Einzugsgebiet besteht ausschließlich aus Wald, der von den Niedersächsischen Landesforsten bewirtschaftet wird.
Aufgrund hydraulischer Engpässe im Bereich der Untermühle wird die Anlage als Hochwasserschutzteich gefahren. Das heißt, dass sein Wasserspiegel aus Hochwasserschutzgründen mittels des Striegels immer auf etwa 1,0 Meter unterhalb des Überlaufniveaus gehalten wird. Insgesamt leidet der Teich allerdings an seinem sehr kleinen Einzugsgebiet; Wasserspiegelschwankungen sind mangels nennenswerten Zulaufes eher gering. Zu einem Überlauf über die Hochwasserentlastungsanlage kommt es extrem selten. Eine Schussrinne hinter der Hochwasserentlastung wurde daher nicht vorgesehen; das Wasser tritt einfach auf die Wiese und läuft dann entlang der Falllinie zu Tal.